# 오석준 (법조인)
오석준(吳碩峻, 1962년 10월 29일~)은 대한민국의 법조인이다. 2022년 11월 25일부터 대한민국 대법원에서 대법관으로 재직 중이다.

## 주요 경력
- 1987년 제29회 사법시험 합격
- 1990년 제19기 사법연수원 수료
- 1990년 서울지방법원 서부지원 판사
- 1994년 춘천지방법원 판사
- 2005년 2월 춘천지방법원 속초지원장
- 2007년 2월 사법연수원 교수
- 2008년 2월 대법원 공보관
- 2010년 2월 서울행정법원 부장판사
- 2013년 2월 서울고등법원 춘천재판부 부장판사
- 2014년 2월 ~ 2015년 2월: 수원지방법원 수석부장판사
- 2015년 2월 ~ 2021년 2월: 서울고등법원 부장판사
- 2021년 2월 9일 ~ 2022년 11월 24일: 제60대 제주지방법원장
- 2021년 2월 ~ 2022년 11월: 제59대 제주특별자치도선거관리위원회 위원장
- 2022년 11월 ~ : 대법원 대법관